# Sanjuansaurus gordilloi
Sanjuansaurus gordilloi es la única especie conocida del género extinto Sanjuansaurus ("lagarto de San Juan") de dinosaurio saurisquio herrerasáurido, que vivió a mediados del período Triásico, hace aproximadamente 231 millones de años, en el Carniense, en lo que hoy es Sudamérica. Sus restos se encontraron en la Formación Ischigualasto en los miembros Cancha de Bochas y La Peña, de la provincia de San Juan, en el noroeste de Argentina.

## Descripción

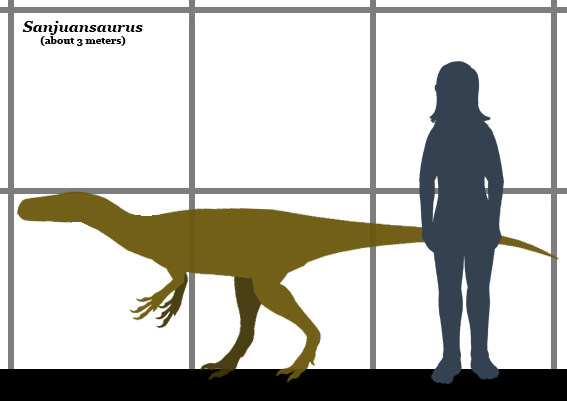
Tamaño comparativo.

Es comparable en tamaño a un Herrerasaurus mediano, con una longitud del fémur de 395 milímetros, y una tibia de 360 milímetros de longitud que en el trabajo de descripción, la tibia aparece con 260 milímetros debido a un error tipográfico. por lo que probablemente llegó a medir alrededor de 3 metros.
Según Alcober y Martínez en 2010, Sanjuansaurus se puede distinguir en función de las siguientes características, las vértebras cervicales tienen procesos transversales dirigidos posterolateralmente en forma de plataforma, las espinas neurales de la sexta a la octava vértebra dorsal, al menos, tienen procesos agudos anterior y posterior, la glenoides ha evertido los márgenes laterales, el pubis es relativamente corto, mide el 63% de la longitud del fémur y tiene una cicatriz rugosa pronunciada en la superficie medial del fémur al nivel del cuarto trocánter.

## Descubrimiento e investigación
Sanjuansaurus fue descubierto en 1994 por el paleontólogo de la Universidad Nacional de San Juan Ricardo N. Martínez. En un principio fue considerado otro ejemplar de Herrerasaurus. Durante su preparación y limpieza en el laboratorio del Museo de Ciencias Naturales de San Juan, los investigadores se dieron cuenta de que se trataba de un nuevo tipo de dinosaurio basal. Sanjuansaurus fue nombrado y descrito en 2010 por Oscar Alcober y Ricardo Martínez. La especie tipo fue nombrada S. gordilloi en honor a Raúl Gordillo, el principal preparador de fósiles y artista del Museo de San Juan.

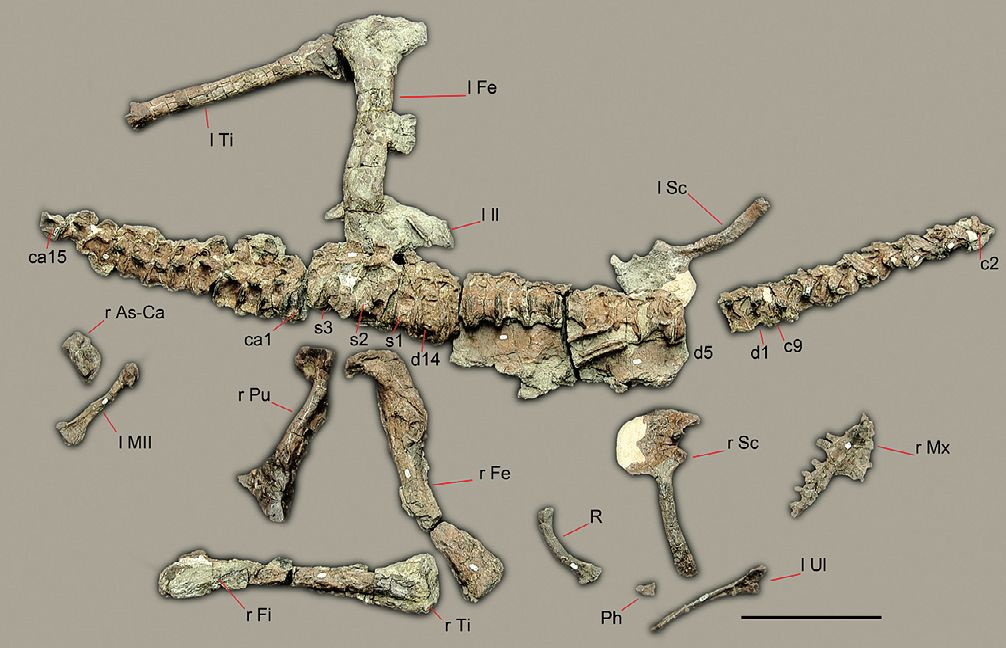
Holotipo.

Se lo conoce a partir del holotipo, un esqueleto parcial asociado y parcialmente articulado, PVSJ 605. El mismo consiste en un fragmento del maxilar, la mayoría de las vértebras desde el axis a la parte anterior de la cola, la escápula, un cúbito, parte de la pelvis, la mayoría de los huesos largos de las piernas y algunos otros huesos. PVSJ 605 fue encontrado en el miembro Cancha de Bochas cerca de la base de la Formación Ischigualasto, en el Parque Provincial Ischigualasto. Este horizonte se remonta a aproximadamente 231,4 millones de años atrás, a finales del Ladiniense durante el Triásico medio.
Sanjuansaurus fue nombrado y descrito en 2010 por Oscar Alcober y Ricardo N. Martínez. La especie tipo es S. gordilloi en honor a Raúl Gordillo, jefe de los preparadores de fósiles y artista del laboratorio del Museo de San Juan. Sanjuansaurus fue contemporáneo de otros dinosaurios tempranos como Chromogisaurus, Eoraptor, Herrerasaurus y  Panphagia. Alcober y Martínez realizaron un análisis filogenético en el que encuentran a Sanjuansaurus dentro de los herrerasáuridos.

## Clasificación
Alcober y Martínez realizaron un análisis filogenético y encontraron que Sanjuansaurus era un herrerasáurido. Se determinó que Sanjuansaurus y Herrerasaurus comparten muchas similitudes en la morfología del cráneo, las vértebras del cuello, las vértebras de la espalda, las vértebras de la cadera, la escápula y los huesos de la cadera y que Sanjuansaurus y Staurikosaurus comparten muchas similitudes en la morfología de los huesos de la cadera y la tibia. El pubis de Sanjuansaurus, a diferencia de otros herrerasáuridos, apunta hacia el cráneo.

### Filogenia

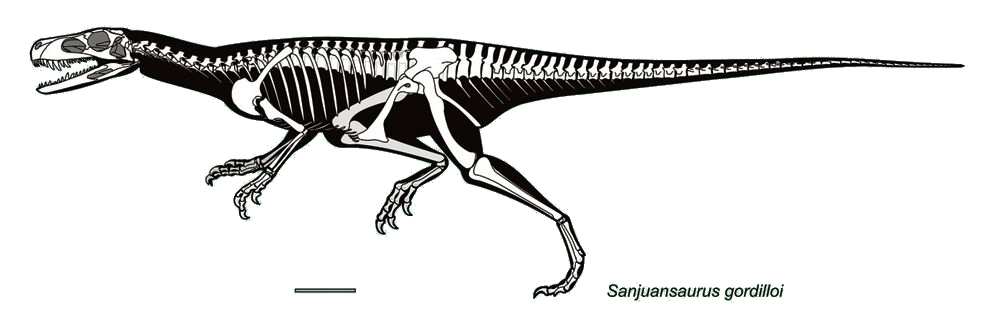
Reconstrucción en silueta de Sanjuansaurus.

El cladograma que sigue se basa en uno propuesto por  Bittencourt et al. en 2014.
|  | Staurikosaurus                                                  |
|  |                                                                 |
|  | \| \| Herrerasaurus \| \| \| \| \| \| Sanjuansaurus \| \| \| \| |
|  |                                                                 |
|  | Herrerasaurus                                                   |
|  |                                                                 |
|  | Sanjuansaurus                                                   |
|  |                                                                 |

|  | Herrerasaurus |
|  |               |
|  | Sanjuansaurus |
|  |               |

|  | Eodromaeus   |
|  |              |
|  | Tawa         |
|  |              |
|  | Neotheropoda |
|  |              |

|  | Staurikosaurus                                                  |
|  |                                                                 |
|  | \| \| Herrerasaurus \| \| \| \| \| \| Sanjuansaurus \| \| \| \| |
|  |                                                                 |
|  | Herrerasaurus                                                   |
|  |                                                                 |
|  | Sanjuansaurus                                                   |
|  |                                                                 |

|  | Herrerasaurus |
|  |               |
|  | Sanjuansaurus |
|  |               |

|  | Eodromaeus   |
|  |              |
|  | Tawa         |
|  |              |
|  | Neotheropoda |
|  |              |

|  | Staurikosaurus                                                  |
|  |                                                                 |
|  | \| \| Herrerasaurus \| \| \| \| \| \| Sanjuansaurus \| \| \| \| |
|  |                                                                 |
|  | Herrerasaurus                                                   |
|  |                                                                 |
|  | Sanjuansaurus                                                   |
|  |                                                                 |

|  | Herrerasaurus |
|  |               |
|  | Sanjuansaurus |
|  |               |

|  | Eodromaeus   |
|  |              |
|  | Tawa         |
|  |              |
|  | Neotheropoda |
|  |              |

|  | Staurikosaurus                                                  |
|  |                                                                 |
|  | \| \| Herrerasaurus \| \| \| \| \| \| Sanjuansaurus \| \| \| \| |
|  |                                                                 |
|  | Herrerasaurus                                                   |
|  |                                                                 |
|  | Sanjuansaurus                                                   |
|  |                                                                 |

|  | Herrerasaurus |
|  |               |
|  | Sanjuansaurus |
|  |               |

|  | Eodromaeus   |
|  |              |
|  | Tawa         |
|  |              |
|  | Neotheropoda |
|  |              |

El cladograma que sigue se basa en la propuesta alternativa realizada por  Matthew Baron, David Norman y Paul Barrett en 2017.

|  | †Herrerasauridae |
|  |                  |
|  | †Sauropodomorpha |
|  |                  |

|  | †Ornithischia |
|  |               |
|  | Theropoda     |
|  |               |

|  | †Herrerasauridae |
|  |                  |
|  | †Sauropodomorpha |
|  |                  |

|  | †Ornithischia |
|  |               |
|  | Theropoda     |
|  |               |

|  | †Herrerasauridae |
|  |                  |
|  | †Sauropodomorpha |
|  |                  |

|  | †Ornithischia |
|  |               |
|  | Theropoda     |
|  |               |

|  | †Herrerasauridae |
|  |                  |
|  | †Sauropodomorpha |
|  |                  |

|  | †Ornithischia |
|  |               |
|  | Theropoda     |
|  |               |

|  | †Herrerasauridae |
|  |                  |
|  | †Sauropodomorpha |
|  |                  |

|  | †Ornithischia |
|  |               |
|  | Theropoda     |
|  |               |

|  | †Herrerasauridae |
|  |                  |
|  | †Sauropodomorpha |
|  |                  |

|  | †Ornithischia |
|  |               |
|  | Theropoda     |
|  |               |

|  | †Herrerasauridae |
|  |                  |
|  | †Sauropodomorpha |
|  |                  |

|  | †Ornithischia |
|  |               |
|  | Theropoda     |
|  |               |

|  | †Herrerasauridae |
|  |                  |
|  | †Sauropodomorpha |
|  |                  |

|  | †Ornithischia |
|  |               |
|  | Theropoda     |
|  |               |

## Paleoecología
El espécimen del holotipo Sanjuansaurus, PVSJ 605, fue descubierto en 1994, en arenisca gris verdosa del Miembro Cancha de Bocas cerca de la base de la Formación Ischigualasto, en el Parque Provincial Ischigualasto en San Juan, Argentina. Este horizonte se remonta a aproximadamente 231,4 millones de años, durante la Etapa Carniana tardía del Triásico Tardío.
En la Formación Ischigualasto, los dinosaurios constituían solo alrededor del 6% del número total de fósiles, pero al final del Período Triásico, los dinosaurios se estaban convirtiendo en los grandes animales terrestres dominantes, y los otros arcosaurios y sinápsidos disminuyeron en variedad y número. Los estudios sugieren que el paleoambiente de la Formación Ischigualasto era una llanura aluvial volcánicamente activa cubierta por bosques y sujeta a fuertes lluvias estacionales. El clima era húmedo y cálido, aunque sujeto a variaciones estacionales. La vegetación estaba formada por helechos, Cladophlebis, colas de caballo y coníferas gigantes, Protojuniperoxylon. Estas plantas formaron bosques de tierras altas a lo largo de las orillas de los ríos. Sanjuansaurus vivió en las selvas del Triásico Tardío de América del Sur junto a los primeros dinosaurios, Eoraptor, Herrerasaurus, Chromogisaurus y Panphagia, así como Saurosuchus, un rauisuquio gigante que vive en la tierra, un devorador de carne cuadrúpedo con un cráneo parecido a un terópodo, el muy similar pero más pequeño Venaticosuchus, un ornitosúquido y los depredadores chiniquodóntidos. Los herbívoros eran mucho más abundantes que los carnívoros y estaban representados por rincosáuridos como Hyperodapedon, un reptil picudo, aetosaurios, reptiles acorazados espinosos, kannemeyeriidos dicinodontos, animales cuadrúpedos rechonchos, con pico pesado en el frente, como Ischigualastia y terápsidos traversodóntidos, algo similar en forma general a los dicinodontos, pero sin picos, como Exaeretodon. Estos herbívoros no dinosaurios eran mucho más abundantes que los primeros dinosaurios ornitisquios como Pisanosaurus.